# Zentral-Fachausschuss Berufsbildung Druck und Medien
Der Zentral-Fachausschuss Berufsbildung Druck und Medien (kurz: ZFA) wurde 1949 als zentrale Aufgabenerstellungseinrichtung für die Sicherung der Qualität der Berufsausbildung im grafischen Gewerbe gegründet. Träger des ZFA sind der Bundesverband Druck und Medien e. V. (BVDM) mit Sitz in Berlin sowie die Vereinte Dienstleistungsgewerkschaft (ver.di), Bereich Medien, Kunst und Industrie im Fachbereich A mit Sitz in Berlin.
Die wesentlichen Aufgaben des ZFA sind:
- Fachliche Fragen der Berufsbildung  in der Druck- und Medienindustrie gemeinsam zu lösen und
- Bundeseinheitliche Prüfungsaufgaben für die Druck- und Medienberufe zu erstellen.

Zu den Kunden gehören 79 Industrie- und Handelskammern, 54 Handwerkskammern und weitere, für die Abnahme von Prüfungen zuständige Stellen, etwa im öffentlichen Dienst.

## Angebot an Prüfungsaufgaben

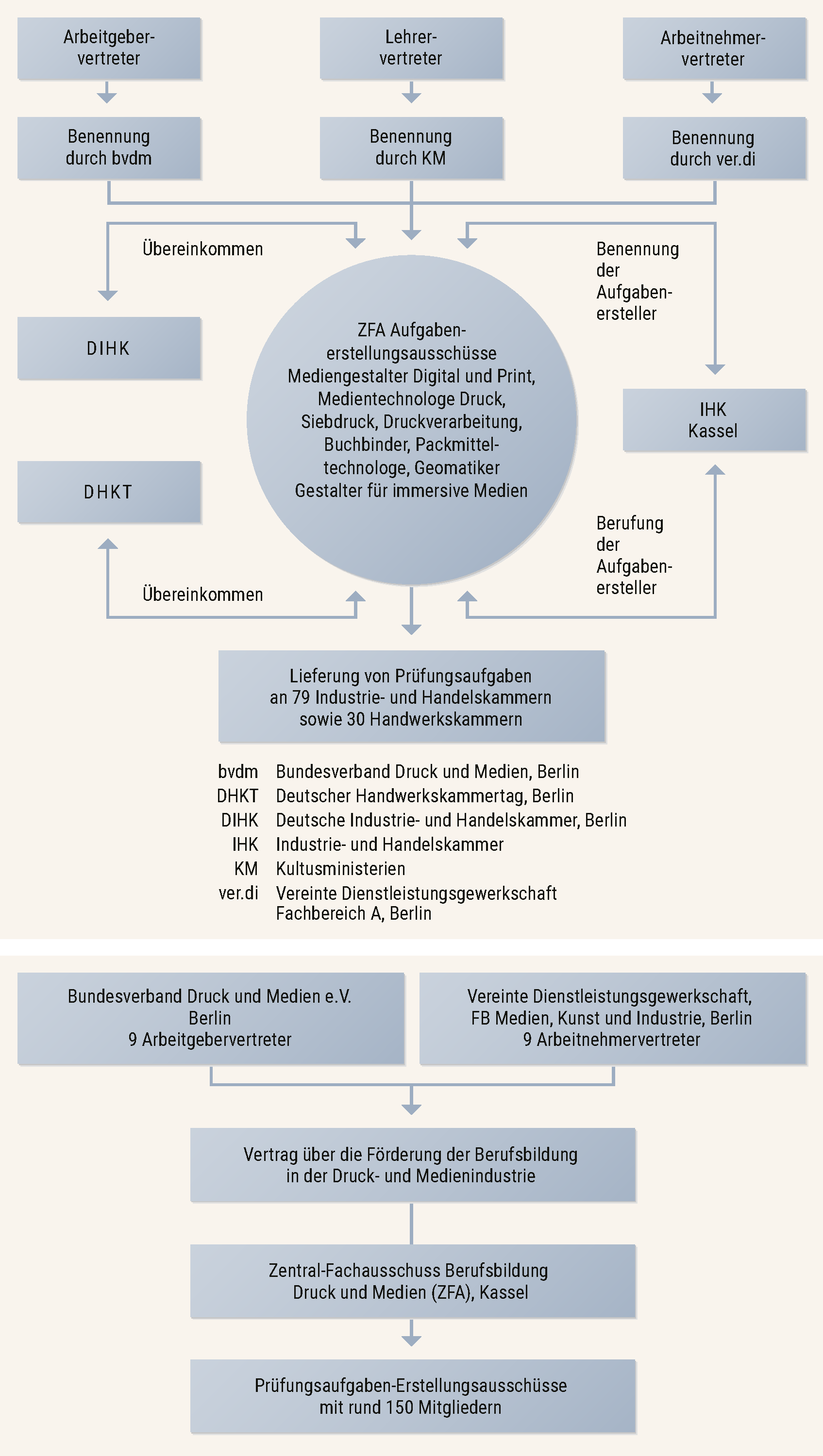
Arbeitsweise des ZFA

Der ZFA entwickelt für die folgenden Ausbildungsberufe die Prüfungsaufgaben für die Zwischen- und Abschlussprüfungen:
- Buchbinder und Medientechnologe Druckverarbeitung
- Medientechnologe Druck
- Geomatiker
- Gestalter für immersive Medien
- Mediengestalter Digital und Print
- Medientechnologe Siebdruck
- Packmitteltechnologe

## Erstellung von Prüfungsaufgaben
Die Prüfungsaufgaben des ZFA werden von  ehrenamtlich tätigen Fachausschüssen erstellt. Sie entwickeln die Prüfungsaufgaben, verabschieden den Prüfungsaufgabensatz und nehmen Stellung, falls Kritik an den Aufgaben geübt wird. Die Ausschüsse sind paritätisch aus Beauftragten von Arbeitgebern und Arbeitnehmern sowie Lehrern der beruflichen Schulen besetzt. Jedes Jahr werden einige Hundert neue schriftliche Prüfungsaufgaben und komplette praktische Aufgaben für die Zwischen- und Abschlussprüfungen für rund 8.000 Prüflinge erarbeitet.

## Förderung der Berufsbildung
Die besonders qualifizierte Berufsausbildung in der deutschen Druckindustrie hat eine lange Tradition: Bereits 1920 legten die Tarifvertragsparteien in der Lehrlingsordnung für das „Deutsche Buchdruckgewerbe“ detailliert fest, welche Leistungen in einem erfolgreichen Ausbildungsverhältnis erbracht werden müssen.
1949 gründeten die damalige „Arbeitsgemeinschaft der graphischen Verbände“ und die „Industriegewerkschaft Druck und Papier“ den „Zentral-Fachausschuss für die Druckindustrie (ZFA)“. Dieser Ausschuss aus Arbeitnehmer- und Arbeitgebervertretern sollte die wichtigste Voraussetzung für Wachstum und Konkurrenzfähigkeit der Druckindustrie schaffen: Hochqualifizierten Nachwuchs – durch eine Ausbildung, die in einem Zeitalter fortwährender technischer Umwälzungen dauerhaft Schritt halten kann. Im Jahr 2001 wurde der ZFA zeitgemäß in Zentral-Fachausschuss Berufsbildung Druck und Medien umbenannt.
Seither beobachten Sachverständige des ZFA sorgfältig Entwicklungstendenzen der Medienbranche. Die Resultate werden in die Ausbildungspraxis umgesetzt, indem der ZFA Ausbildungsordnungen überarbeitet – in enger Zusammenarbeit mit dem Bundesinstitut für Berufsbildung (BiBB) sowie betrieblichen und schulischen Praktikern, bei der Erstellung der Rahmenlehrpläne durch die Ständige Konferenz der Kultusminister mitarbeitet, Empfehlungen für Rahmenlehrpläne zu Fortbildungsberufen erstellt sowie Empfehlungen für Vorbereitungslehrgänge erarbeitet.
Zur Förderung der zeitgemäßen Vermittlung von Ausbildungsinhalten beteiligte sich der ZFA maßgeblich an den Projekten Mediengestalter 2000plus (2000–2003), Mediencommunity 2.0 (2008–2011), Social Augmented/Virtual Learning (2013–2019) und InProD² (2018–2021). Die in diesen öffentlich geförderten Forschungsprojekten entwickelten Lernangebote werden vom ZFA zur dauerhaften Nutzung in der Ausbildung weitergeführt.

## Service-Angebot des ZFA
Der ZFA informiert ausführlich über die Ausbildungsstruktur der Druck- und Medienberufe, über die Ausbildungsverordnungen, Ausbildungsrahmenpläne und Lehrpläne. Für alle Berufe werden Informationen rund um die Struktur und die Anforderungen der Prüfungen bereitgehalten. Außerdem steht je Beruf eine Musterprüfung und ein digitaler Ausbildungsplan zum Download bereit.
Weiterhin veröffentlicht der ZFA die bundesweit einheitlichen Termine für die schriftlichen Zwischen- und Abschlussprüfungen. Der ZFA gibt darüber hinaus einmal jährlich ein Magazin mit aktuellen Themen zur Branche und zu den Prüfungen kostenlos für alle Auszubildende in der Druck- und Medienindustrie heraus, das Druck- und Medien-Abc.